# Électrogastrographie

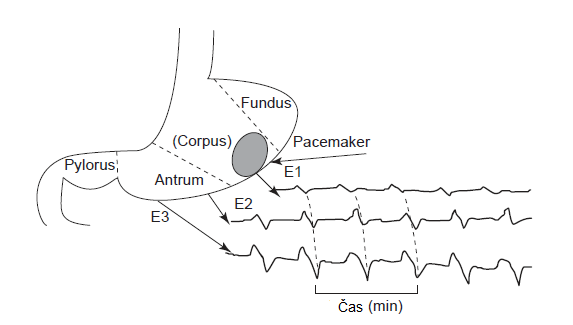
Anatomie gastrique et début de l'activité myoélectrique gastrique

Pour les articles homonymes, voir EGG.
L'électrogastrographie (EGG) est une technique d'électrodiagnostic. Elle enregistre les signaux électriques qui traversent les muscles de l'estomac et en contrôlent les contractions.
Un électrogastrogramme est un graphique produit par un électrogastrographe.
Une électrogastroentérographie (ou gastro-entérographie) est une technique similaire, qui enregistre les signaux électriques non seulement de l'estomac, mais aussi des intestins.